# Goatwhore
I Goatwhore sono un gruppo blackened thrash metal americano formatosi nel 1997 a New Orleans, in Louisiana.

## Storia

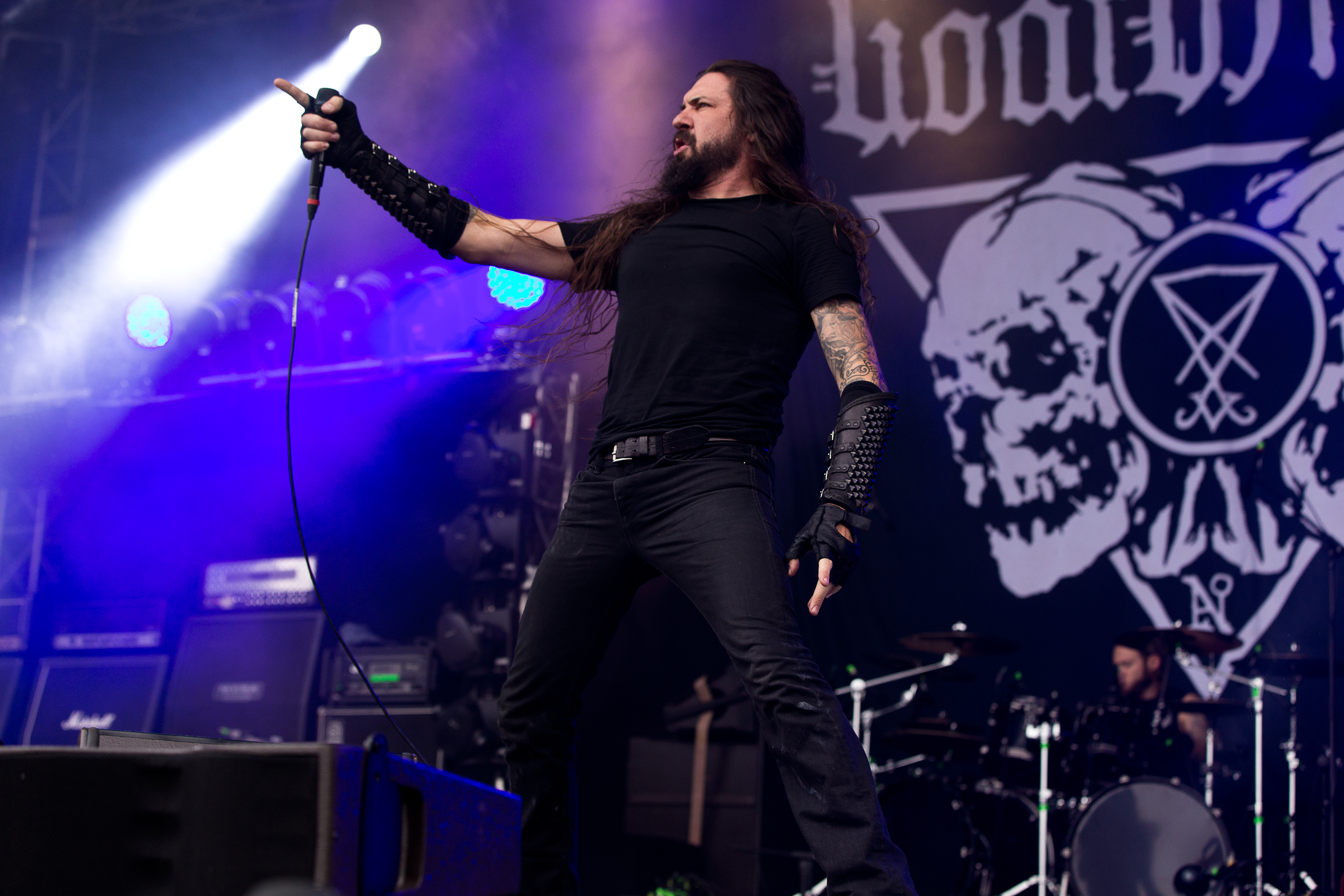
Louis Benjamin Falgoust II al Party.San Metal Open Air 2016

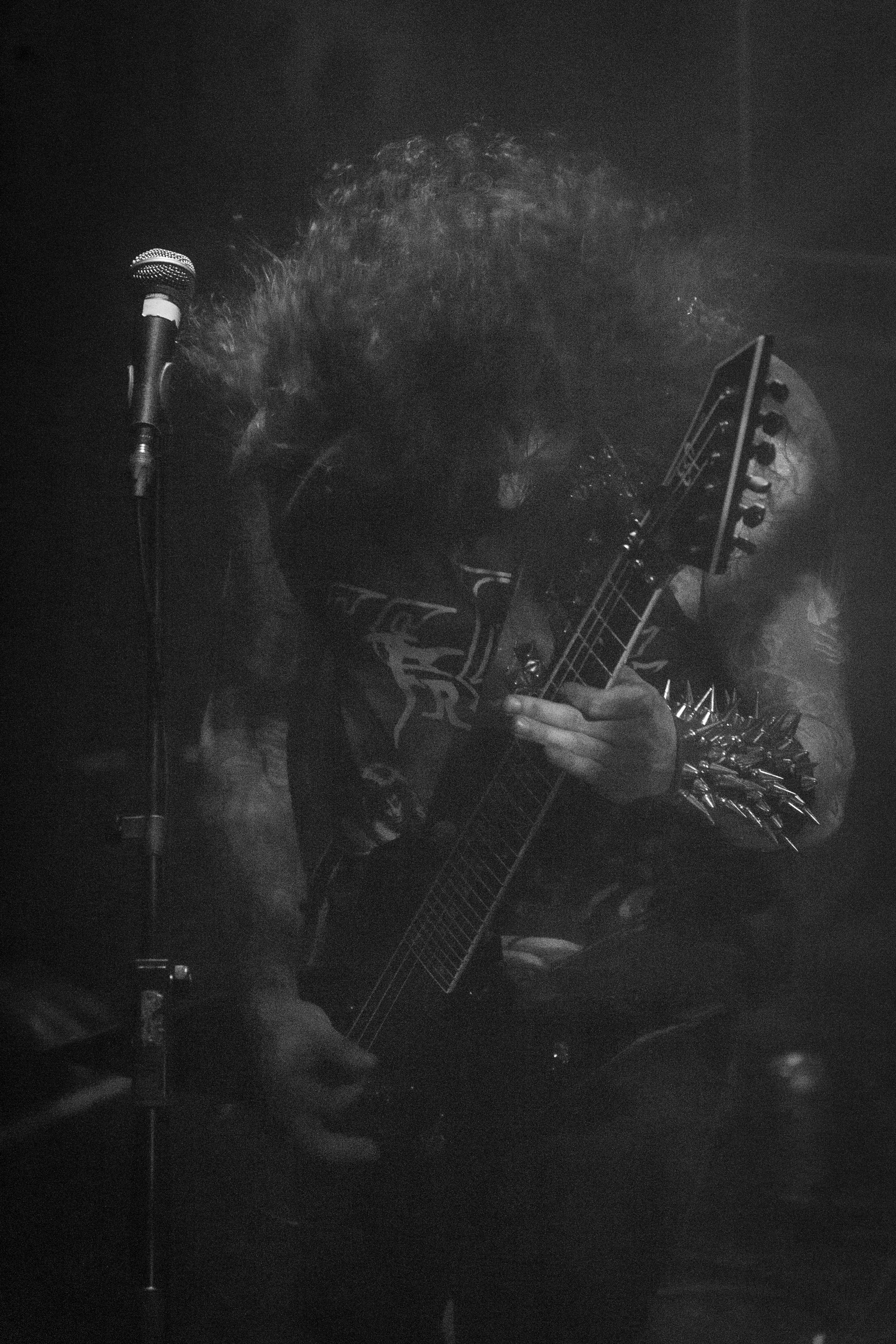
Sammy Pierre Duet al Roadburn Festival 2015

I Goatwhore sono stati formati dal cantante/chitarrista Sammy Duet in seguito alla rottura della sua band precedente, gli Acid Bath. Il cantante dei Soilent Green L. Ben Falgoust II, il chitarrista Ben Stout, il bassista Patrick Bruders, e il batterista Zak Nolan hanno completato la formazione, che ha debuttato con la demo "Serenades to the Tides of Blood"; l'LP di debutto dei Goatwhore, "The Eclipse of Ages into Black", è arrivato all'inizio degli anni 2000. " Funeral Dirge for the Rotting Sun" è apparso nel 2003, prima che la band passasse alla Metal Blade per la pubblicazione nell'autunno del 2006 di "A Haunting Curse". Si sono esibiti sia all'Ozzfest 2008 che all'Ozzfest 2010.
Nel 2009, i Goatwhore hanno pubblicato il loro quarto album, intitolato " Carving out the Eyes of God", e fatto un tour con gli Obituary, tra gli altri.
A gennaio e febbraio 2010, i Goatwhore hanno intrapreso il tour 'Bound By The Road' con DevilDriver, Suffocation, e Thy Will Be Done.
Nel 2010, la band è stata confermata come parte della colonna sonora del remake di Splatterhouse della Namco.
Nei primi mesi del 2012, la band ha pubblicato il loro quinto album, intitolato "Blood for the Master".
Il 10 marzo 2014, la band ha completato le registrazioni del loro sesto album, intitolato "Constricting Rage of the Merciless", che è stato pubblicato l'8 luglio 2014.

## Formazione

### Formazione attuale
- Sammy Duet – chitarra, voce (dal 1997)
- Louis Benjamin Falgoust II – voce (dal 1998)
- Zack Simmons – batteria (dal 2004)
- James Harvey – basso (dal 2009)

### Ex componenti
- Jared Beniot – voce (1997)
- Ben Stout – chitarra (1997–2002)
- Zak Nolan – batteria (1997–2003)
- Patrick Bruders – basso (1997–2004)
- Tim Holsinger – chitarra (2002–2003)
- Nathan Bergeron – basso (2004–2009)

## Discografia

### Album in studio
- 2000 - The Eclipse of Ages into Black
- 2003 - Funeral Dirge for the Rotting Sun
- 2006 - A Haunting Curse
- 2009 - Carving out the Eyes of God
- 2012 - Blood for the Master
- 2014 - Constricting Rage of the Merciless
- 2017 - Vengeful Ascension

### Split
- 2003 - Corruption in Increments Volume One (split Goatwhore / Epoch of Unlight)

### Singoli
- 2011 - (Don't Need) Religion
- 2017 - Command to Destroy

### Demo
- 1998 - Serenades to the Tides of Blood